# جشنواره فیلم یوتبری
جشنواره فیلم یوتبُری (سوئدی: Göteborg Film Festival، قبلاً جشنواره بین‌المللی فیلم یوتبری, به صورت اختصار GIFF) یک جشنواره فیلم است که سالانه از اواخر ژانویه تا اوایل فوریه در یوتبری، سوئد برگزار می‌شود و بزرگترین رویداد فیلم در اسکاندیناوی محسوب می‌شود. این رویداد از سال ۱۹۷۹ با نمایش ۱۷ فیلم در ۳ سالن نمایش و ۳ هزار شرکت‌کننده کار خود را آغاز کرد و در سال‌های اخیر شمار شرکت کنندگان آن به ۱۱۵ هزار تن رسیده‌است.
جایزه جشنواره که اژدها نام دارد هر ساله به بهترین فیلم کشورهای اسکاندیناوی و همچنین جایزه اینگمار برگمان به بهترین فیلم از سراسر جهان، ساخته یک استعداد تازه، تعلق می‌گیرد.